# Maricopodynerus maricoporum
Maricopodynerus maricoporum är en stekelart som först beskrevs av Henry Lorenz Viereck 1908.  Maricopodynerus maricoporum ingår i släktet Maricopodynerus och familjen Eumenidae. Inga underarter finns listade i Catalogue of Life.